# 川谷茂樹
川谷 茂樹（かわたに しげき、1968年 - 2018年2月12日）は、日本の倫理学者・哲学者。福岡県北九州市出身。

## 来歴
1991年京都大学文学部哲学科卒業。1991年北九州市役所に入所。1996年同市役所退所。2004年九州大学大学院文学研究科哲学・哲学史専攻博士課程単位取得満期退学。2004年九州大学文学部助手。2004年10月に論題「『定言命法』とは何か：Why be moral?とカント倫理学」を九州大学で文学博士号を取得。2005年北海学園大学法学部専任講師（倫理学担当）。2006年北海学園大学法学部助教授。2007年北海学園大学法学部准教授。2010年北海学園大学法学部教授。

## 研究
専門は倫理学。特にカントを中心に西洋近代化の倫理学、スポーツ哲学・スポーツ倫理学。

## 著者
- 『スポーツ倫理学講義』ナカニシヤ出版 2005.4
- 『スポーツ哲学の入門：スポーツの本質と倫理的諸問題』シェリル・ベルクマン・ドゥルー原著：川谷訳、ナカニシヤ出版 2012.2
- 『キリギリスの哲学：ゲームプレイと理想の人生』バーナード・スーツ原著：山田貴裕と共訳 ナカニシヤ出版 2015.4

## 注
1. ↑  『北海学園大学 学報第113号』北海学園大学、2018.3、2頁
2. ↑  訃報　法律学科　北海学園大学
3. ↑  博士論文データベース
4. ↑  以上につき、寺島壽一『教育・研究年報5』北海学園大学法学部・大学院法学研究科、2012.3、275頁以下